# Saint-Uniac
Saint-Uniac é uma comuna francesa na região administrativa da Bretanha, no departamento Ille-et-Vilaine. Estende-se por uma área de 6,88 km². Em 2010 a comuna tinha 544 habitantes (densidade: 79,1 hab./km²).